# Czerteż (województwo podkarpackie)
Czerteż (j. łemkowski Чертеж) – wieś w Polsce położona w województwie podkarpackim, w powiecie sanockim, w gminie wiejskiej Sanok.
Od zachodu granicę z Kostarowcami stanowi potok, od północnego zachodu z Jurowcami wąwóz oraz pola uprawne, od północy granicą ze Srogowem Dolnym jest czerteski las, ze wschodu graniczy potokiem i bezpośrednio z zabudową wsi Zabłotce, a od południa z Tuchorzem, czyli odrębną częścią wsi Zabłotce i Sanoczkiem położonymi za Drogą Krajową 28. Całość leży na pograniczu Pogórza Bukowskiego i Pogórza Dynowskiego. Przez wieś przebiega droga wojewódzka nr 886 do Rzeszowa i Sanoka. Powierzchnia wsi liczy ok. 294 ha.
W latach 1340–1772 ziemia sanocka, województwo ruskie, do 1918 powiat sanocki, austriacka Prowincja Galicja, do 1939 powiat sanocki, województwo lwowskie.
Wieś królewska Czertez położona na przełomie XVI i XVII wieku w ziemi sanockiej województwa ruskiego, w drugiej połowie XVII wieku wieś Czertesz należała do tenuty Besko starostwa sanockiego.
W latach 1954–1959 wieś należała i była siedzibą władz gromady Czerteż, po jej zniesieniu w gromadzie Jurowce. W latach 1975–1998 miejscowość administracyjnie należała do województwa krośnieńskiego.

## Historia
Wieś lokowana przez księcia Jerzego II, jako wieś służebna grodu sanockiego Czerteżniki (gwarowo „rzemieślnicy”) około 1339. W zapisach s-c-s w brzmieniu jako Чертежъ. Od 1340 była to wieś królewska, należąca do klucza beskiego, po 1772 przeszła na własność Urbańskich. W połowie XIX wieku właścicielem posiadłości tabularnej w Czerteżu był Władysław Urbański.
Etymologia podaje, że czerteż to słowo pochodzenia wołosko-ruskiego związane z archaiczną gospodarką w Karpatach – wyrębem, wypalaniem i karczowaniem terenów zalesionych pod przyszłe rolnictwo i osadnictwo. Czerteż pochodzi też od staroruskiego terminu – czorta oznaczającego linię graniczną oraz słowiańskiego diabła, biesa. Być może, że nazwa ta pochodzi od tego, że znajdująca się obok gromada Zabłotce jako wieś starościńska, królewska stanowiła granicę dóbr starościńskich, od których rozpoczynały się dobra szlacheckie. Do dziś mówi się „idź w czort” tłumaczone jako zejdź na kraj, odejdź w dal.
Wedle przekazu tradycyjnego we wsi tej znajdowała się duża liczba stawów, rozciągających się od wsi Nowosielce i Dudyńce aż po Trepczę, dzięki którym zawdzięcza się żyzność gleb.
Od wielu lat działała Straż Pożarna zmodernizowana w 1932 roku z mundurami i sikawką, później działała prężnie przy RSP z użyciem nowoczesnego wtedy wozu strażackiego Żuk, zlikwidowana końcem PRL.
We wsi istniała Gromadzka Kasa Pożyczkowa zarejestrowana w r. 1938, udzielała mieszkańcom Czerteża i Zabłociec drobnych pożyczek do (50 zł), a także Ubezpieczalnia Gospodarska dla wypadków od bydła.
W r. 1938 w jesieni został oddany do użytku Dom Ludowy, własność Kooperatywy Spożywczo-Handlowej w Czerteżu, budynek drewniany z dużą świetlicą, sceną, lokalem, sklepem, kancelarią, garderobami i czytelnią im. Kaczkowskiego. Dziś w jego miejscu jest sklep i skład drewna. Aktywni członkowie urządzali często przedstawienia, prenumerowali czasopisma polskie i staroruskie tj. Kurier Codzienny, Mały Dziennik, Wiek Nowy, Rolnik Wielkopolski, Plon i oraz organizowali często huczne biesiady.
W okresie od 1942 do 1943 wieś znalazła się w kręgu zainteresowań misji badawczej prowadzonej przez sekcję rasową i ludoznawczą Institut für Deutsche Ostarbeit z Krakowa. Badania prowadzono m.in. w miejscowościach Sanok, Nowotaniec, Mymoń, Besko i Czerteż.
W latach 1977–1981 próbowano wsi narzucić nazwę Przedmieście, jednak przez brak logicznych podstaw do tego oraz sprzeciw mieszkańców wrócono do prawidłowej nazwy. Poeta Janusz Szuber napisał wiersz pt. Czerteż, wydany w tomikach poezji pt. Czerteż z 2006 oraz pt. Pianie kogutów z 2008, zainspirowany urokliwym krajobrazem wsi i ponadczasową cerkwią na cmentarnym pagórku.

## Rolnictwo i gospodarka

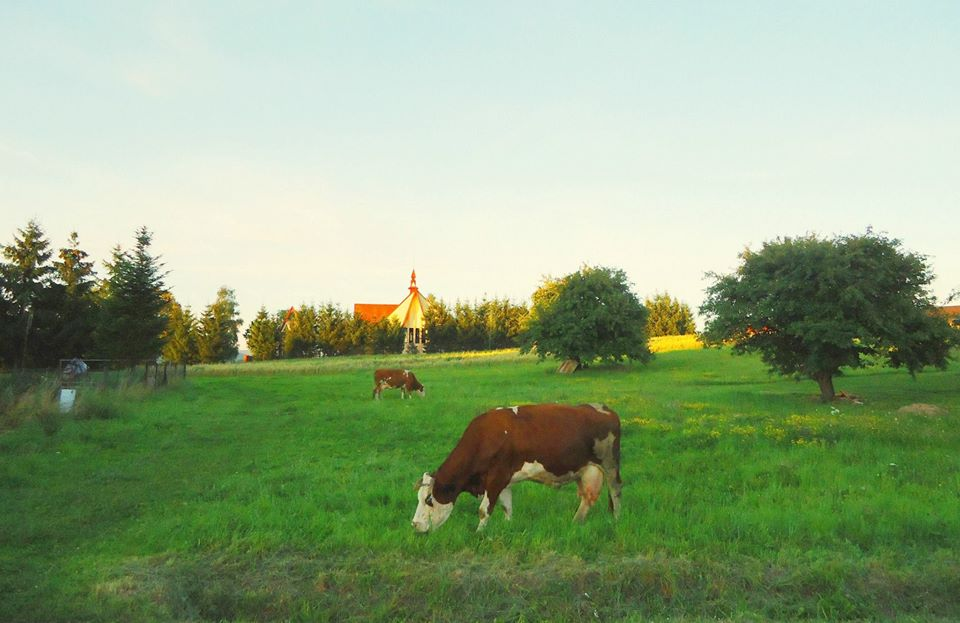
Pastwiska w Czerteżu

Gospodarka Czerteża ma charakter rolniczy determinowany przez sprzyjające warunki naturalne i dziedzictwo ludowe. Grunty rolne stanowią znaczną większość obszaru sołectwa i należą do najlepszych klas bonitacyjnych w gminie pod względem przydatności rolnej, z czego ponad 25% wsi to gleby najwyższych klas I-III. Obecnie produkcja rolna prowadzona jest głównie przez rolników indywidualnych. W przeważającej większości opiera się ekologicznych formach zagospodarowania gruntów takich jak programy rolnośrodowiskowe, jako forma ochrony przyrody i dobrej kultury rolnej w postaci ekologicznych łąk, z których pozyskuje się co roku siano przeznaczone dla bydła oraz na biomasę. Uprawia się przede wszystkim ziemniaki, pszenicę, owies, jęczmień, pszenżyto, kukurydzę, koniczynę, dynie, buraki, kapusta i inne. Na hodowlę zwierząt obecnie składa się przede wszystkim drób, bydło (już od lat przedwojennych mleczne rasy simental) oraz w mniejszym stopniu trzoda chlewna. Chów odbywa się w cyklu zamkniętym (stajennym) i częściowo otwartym. Na terenie sołectwa działa kilka niewielkich podmiotów prowadzących działalność gospodarczą np. handlową i usługową.

## Kultura i religia

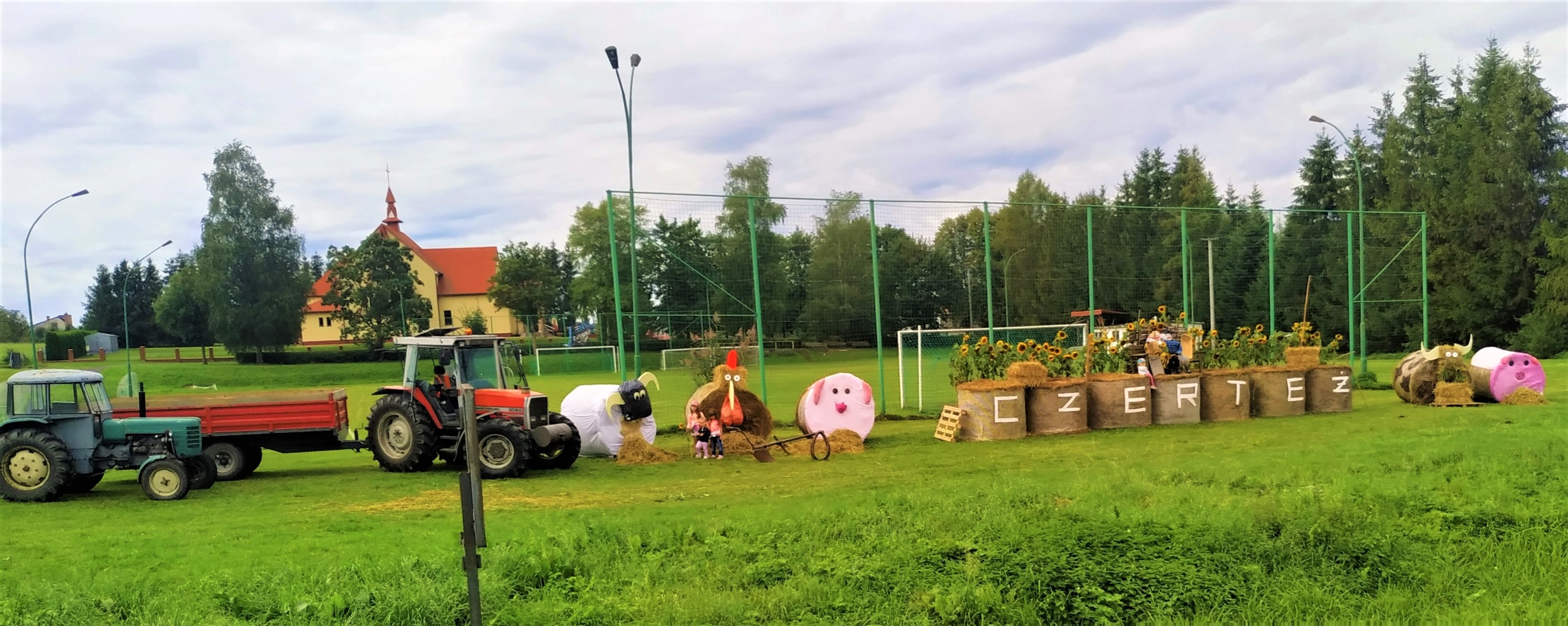
Wystawa Dożynkowa Czerteż 2020

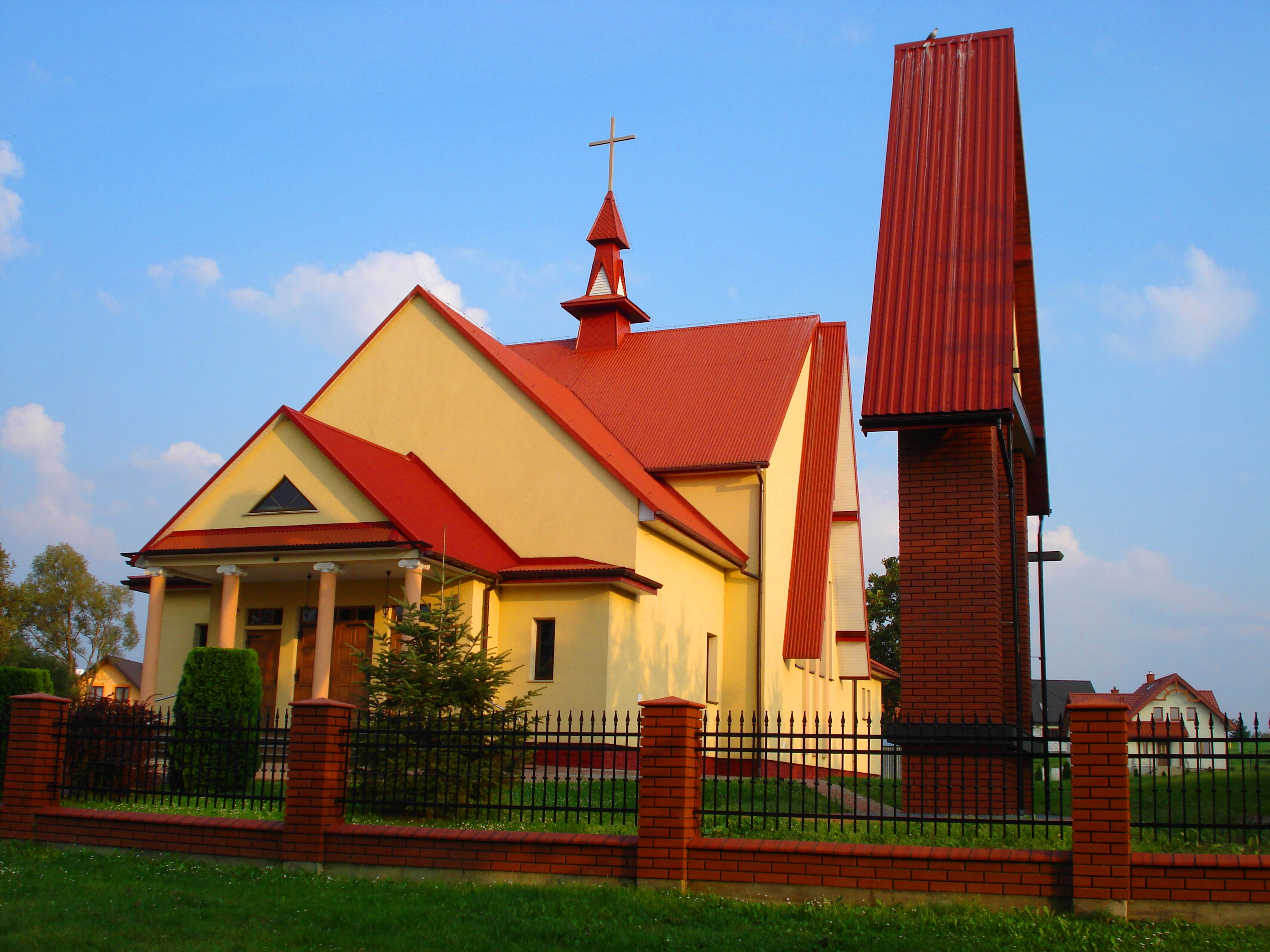
Kościół pw. św. Antoniego.

We wsi prawie 100% stanowią katolicy, przede wszystkim wyznanie rzymskokatolickie, ale i greckokatolickie przemieszane między sobą na przestrzeni lat tworząc lokalną kulturę charakteryzującą się zwyczajami, tradycjami, obrzędami zarówno polskimi, jak i ruskimi. Społeczeństwo kultywuje obrzędy ludowe takie jak m.in. Sobótki.
Najważniejszym obiektem jest zabytkowa cerkiew parafialna greckokatolicka pw. Przemienienia Pańskiego. Zbudowana w 1742 r. jako trójkopułowa, przekształcona ok. poł. XIX wieku. Dzwonnica wzniesiona w 1887 r. We wnętrzu zachowane pozostałości polichromii.
Parafia prawosławna w Czerteżu istniała już w XV wieku, po uchwaleniu unii brzeskiej stała się ona unicką placówką duszpasterską. Nie wiadomo, ile budynków sakralnych istniało na miejscu dzisiejszej cerkwi wzniesionej w 1742.
W 1836 cerkiew została przebudowana, w rezultacie czego poważnym zmianom uległa jej bryła – z trzech kopuł umieszczonych nad nawą, prezbiterium i babińcem pozostała jedna. Do wschodniej ściany świątyni dobudowano, również z drewna, zakrystię. W tym czasie powstała również dekoracja wnętrza w postaci zespołu fresków, które w najlepszym stanie zachowały się w zakrystii i pomieszczeniu ołtarzowym. W 1887 obok cerkwi pojawiła się wolnostojąca dzwonnica, której głównym wykonawcą był Seńko Kikta.
W latach 20. dokonano dalszych zmian we wnętrzu obiektu – chór muzyczny przeniesiono nad przedsionek, wykonano nową polichromię. Dokonano również naprawy dachu. W 1946 cerkiew w Czerteżu została odebrana grekokatolikom i porzucona. Przetrwała jedynie dzięki przejęciu przez parafię rzymskokatolicką, która obok cerkwi wybudowała budynek katechetyczny. Do grekokatolików wróciła dopiero po upadku PRL. Cerkwią włada Fundacja im. Andrzeja Szeptyckiego, która odnowiła cerkiew z dzwonnicą i budynek katechetyczny oraz ogrodziła cerkiew pięknym kamienno-drewnianym ozdobnym ogrodzeniem.
W połowie lat 90. XX wieku obok boiska sportowego wzniesiono nowy kościół filialny pw. św. Antoniego z Padwy działający w parafii Narodzenia Najświętszej Maryi Panny na Dąbrówce.

## Ludność

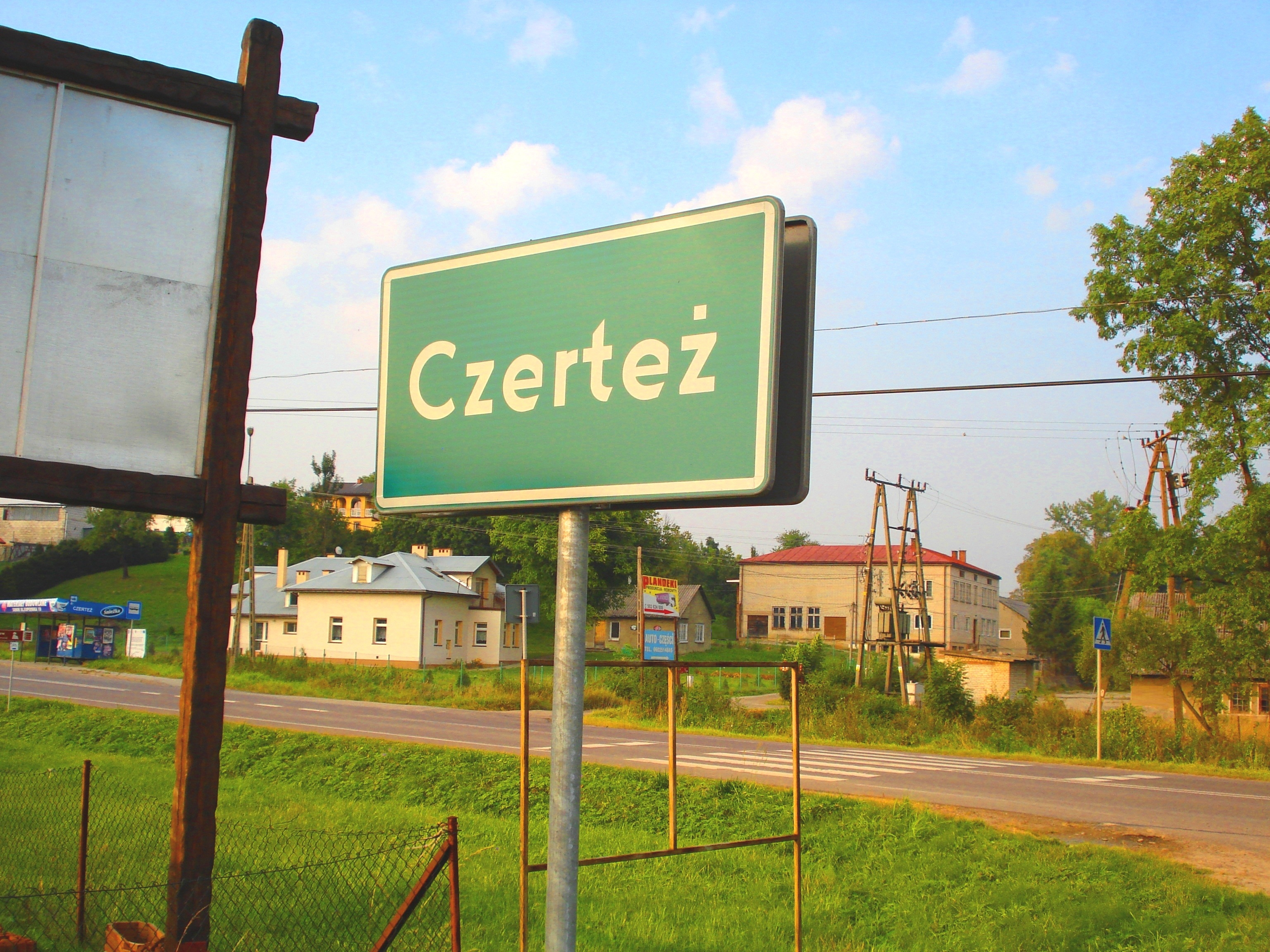
Centrum wsi

W latach przedwojennych 1848 nasiliły się procesy migracyjne ludności, 1848–1866 na Górne Węgry (dawna nazwa nieistniejącej wtedy Słowacji), w okolice Koszyc (Jasova), spowodowane rozwojem przemysłu hutniczego, pomiędzy 1866–1914 emigracja zarobkowa do USA.
W 1898 wieś liczyła 473 mieszkańców oraz 71 domów, pow. wsi wynosiła 3,35 km². We wsi znajdowała się również szkoła. Dziewięć lat później wieś liczyła już 351 mieszkańców (1907), wysoki odsetek emigrujących do USA.
Według spisu z 1930 w Czerteżu żyło 465 Rusinów (orientacji politycznej staroruskiej) i 21 Polaków.
Po II wojnie światowej mieszkańców przesiedlono na teren ówczesnego ZSRR (współcześnie Ukrainy) w ramach wymiany ludności. Przesiedleńcy z Czerteża trafili następnie do wsi pod Drohobyczem m.in. do wysiedlonej z Polaków wsi Rychcice.
Współcześnie ludność wsi tworzą czerteżanie pochodzący z przedwojennych rodzin polsko-ruskich, potomkowie rodzin przesiedleńczych z powojennej akcji Wisła oraz osadnicy lat PRL i współczesnych. Zaludnienie jest niewielkie, gęstość zabudowy stosunkowo rozproszona, a znaczna część czerteżan silnie zjednoczona, zachodzą współzależności z Zabłotcami w zakresie wspólnoty parafialnej oraz Koła Gospodyń Wiejskich i Wiejskiego Domu Kultury, które ściśle współpracują ze sobą.

## Znani ludzie związani z wsią
- Szymon Fedorońko – ksiądz prawosławny, naczelny kapelan wyznania prawosławnego Wojska Polskiego, ofiara zbrodni katyńskiej
- I. Pidharbi – ksiądz, członek kapituły Administracji Apostolskiej Łemkowszczyzny.
- Mariusz Szmyd – wójt gminy wiejskiej Sanok, pochodził z pogranicza Zabłociec i Czerteża, pochowany na przycerkiewnym cmentarzu

Nazwiska mieszkańców XIX wiek: Bojko, Chłopik, Czerepuła, Dalak, Dziaczek, Galik, Jarosz, Kawarda, Kikta, Kitka, Drybak, Galik, Holiniak, Hryczyszyn, Husak, Huśka, Kaliniak, Kot, Krokosz, Kus, Litusiak, Mykita, Olenicz, Proc, Rytar, Tyszko, Trubko, Fedrońko, Car, Koćko, Krzywonos, Leśniak, Nilko, Pakis, Pasicznik, Sobota, Sokalski, Wajko, Wolański, Wysoczan, Zapotoczny, Halyk, Chrycyszyn, Drybak, Kit, Tyszko, Fecko, (...).

## Rolnicza Spółdzielnia Produkcyjna „Jedność” w Czerteżu

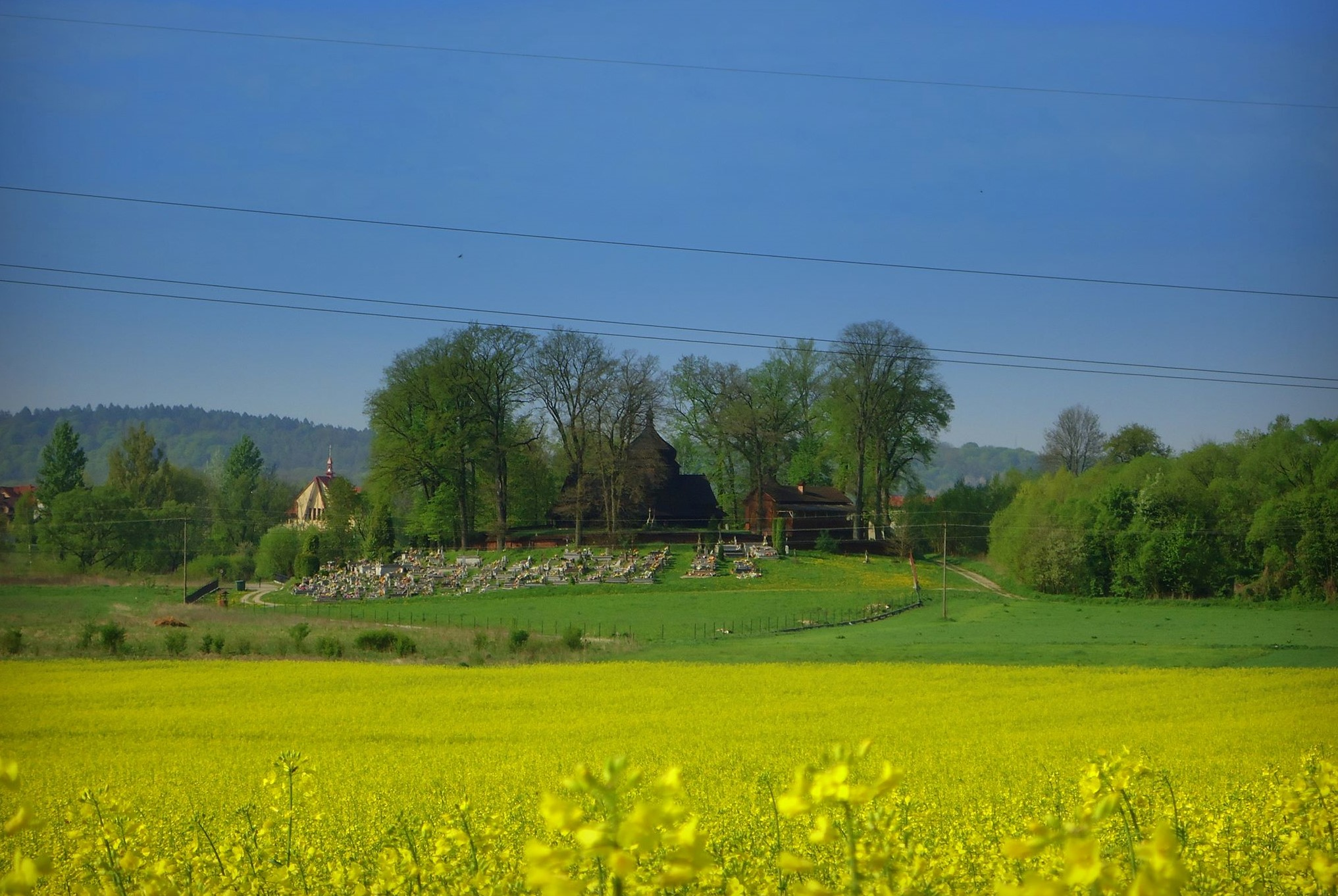
Panorama Czerteża

Pierwotnie przed wojną było to gospodarstwo przycerkiewne parafii greckokatolickiej w Czerteżu, od 1930 r. z inicjatywy kierownika szkoły powstała Kooperatywa Spożywczo-Handlowa i działała równolegle ze szkolnym Sojuszem Rolniczym, po wojnie Rolniczy Zespół Spółdzielczy „Konstanty Rokossowski”.
RSP powstała w 1950 roku, została założona na gruntach stanowiących własność członków założycieli jako wkłady oraz częściowo na gruntach Państwowego Funduszu Ziemi. Ponadto członkowie założyciele dokonali wpłat finansowych. Do 1956 roku członkowie RSP wybudowali oborę, stajnię, chlewnię, stodołę i magazyn/garaż. Inwestycje te zostały zrealizowane z wkładów członków, pomocy Banku Rolnego oraz wykonanej robocizny. W 1956 roku Spółdzielnia uległa częściowej likwidacji, co nie oznaczało zaprzestania działalności gospodarczej.
Po reaktywacji spółdzielni obiekty stały się własnością członków Spółdzielni – mieszkańców wsi Czerteż, tym okresie Spółdzielnia dysponowała 120 ha gruntów a w roku 1974 posiadała: 60 szt. krów mlecznych, 120 szt. bydła opasowego, 170 szt. trzody chlewnej i ryby. W okresie od 1956 do 1970 roku poszerzono areał uprawny gruntów do powierzchni 213 ha, przejmując m.in. areały rozwiązanych RSP w Międzybrodziu i Dąbrówce. Zrealizowano w tym czasie kolejne inwestycje: w miejscu przedwojennego budynku przycerkiewnej plebanii obok szkoły wybudowano budynek administracyjno-mieszkalny, a w nim również sala ze sceną, świetlicą i zapleczem, garaże samochodowo-ciągnikowe, kuźnię, wagę pomostową, bazę paliwową, wiatę, tartak, ogrodzono bazę Spółdzielni, utwardzono i oświetlono plac oraz doprowadzono wodę do obiektów. W 1974 roku RSP posiadała 10 samochodów, 13 ciągników, 15 przyczep, 2 kombajny oraz sprzęt towarzyszący, w znacznej większości produkcji Polskiej. Prowadzono sezonowy wypas bydła opasowego w Bieszczadach w liczbie około 300 sztuk (wyraźne zyski), świadczono usługi transportowe oraz prowadzono produkcję uboczną w branży drewnianej na tartaku przy cerkwi.
Rolnicza Spółdzielnia Produkcyjna „Jedność” to gospodarstwo o ponad 100 letniej historii, wybudowało we wsi drogi, mieszkania, stadion sportowy i wiele innych. Były to lata świetności i największego rozwoju Czerteża, a gospodarowanie RSP znacznie podniosło standard życia czerteżan oraz uplasowało wieś w czołówce regionu pod względem gospodarki rolnej. W związku z przemianami gospodarczymi na przestrzeni lat nastąpiły znaczne zmiany i obecnie na terenie RSP działalność prowadzi kilka podmiotów m.in. związanych z produkcją plandek, produkcją rolniczą, a zarząd RSP udostępnia nieruchomości gospodarstwa na zasadzie dzierżaw, znaczna część jest gospodarowana prywatnie, przede wszystkim grunty rolne, jako majątki jej członków.